# Административно деление на Непал
Непал се дели на 14 зони (анчола), които от своя страна се делят на 75 области (джили), обединени в 5 района на развитие.

## Региони на развитие
- Централен регион (Мадхяманчал) с главен град Катманду
- Източен регион (Пурванчал) с главен град Дханкута
- Далекозападен регион (Судур Пашчиманчал) с главен град Дипаял
- Среднозападен регион (Мадхя Пашчиманчал) с главен град Бирендранагар
- Западен регион (Пашчиманчал) с главен град Покхара

## Анчоли
Четиринадесетте анчола, на които се дели Непал, са следните.
| - Багмати - Бхери - Гандаки - Дхавалагири - Джанакпур - Карнали - Коси |  | - Лумбини - Махакали - Мечи - Нараяни - Рапти - Сагарматха - Сети |

## Джили
Непал се дели на общо 75 области (джили), като всяка от тях има град – административен център.
В скоби е посочен градът, който служи като административен център на областта.

### Багмати
- Бхактапур (Бхактапур)
- Дхадинг (Дхадинг Беси)
- Катманду (Катманду)
- Каврепаланчок (Дхуликхел)
- Лалитпур (Патан)
- Нувакот (Бидур)
- Расува (Дхунче)
- Синдхупалчок (Чаутра)

### Бхери
- Банке (Непалгундж)
- Бардия (Гулария)
- Дайлекх (Дулу)
- Джаджакот (Кхаланга)
- Суркхет (Суркхет)

### Гандаки
- Горкха (Горкха)
- Каски (Покхара)
- Ламджунг (Бенски Сахар)
- Мананг (Чаме)
- Саяангджа (Саяангджа)
- Танаху (Дамаули)

### Дхавалагири
- Баглунг (Баглунг)
- Мустанг (Джомсом)
- Маяагди (Бени)
- Парбат (Кусма)

### Джанакпур
- Дхануса (Джанакпур)
- Дхолка (Чарикот)
- Махотари (Джалесвор)
- Рамечхап (Мантали)
- Сарлахи (Малангва)
- Синдхули (Синдхули Гадхи)

### Карнали
- Долпа (Долпа)
- Хумла (Симикот)
- Джумла (Джумла Кхаланга)
- Каликот (Каликот)
- Мугу (Гамгадхи)

### Коси
- Бходжпур (Бходжпур)
- Дханкута (Джанкута)
- Моранг (Биратнагар)
- Санкхвасабха (Кхандбари)
- Сунсари (Инарува)
- Терхатум (Манглунг)

### Лумбини
- Аргхакханчи (Сандхикхарка)
- Гулми (Тамгхас)
- Капилвасту (Таулихава)
- Навалпараси (Параси)
- Палпа (Тансен)
- Рупандехи (Бхайрахава)

### Махакали
- Байтади (Байтади)
- Даделдхура (Даделдхура)
- Дарчула (Дарчула)
- Канчанпур (Махендата Нагар)

### Мечи
- Илам (Илам)
- Джхапа (Чандрагадхи)
- Панчтар (Пхидим)
- Тапледжунг (Тапледжунг)

### Нараяни
- Бара (Калаия)
- Читван (Бхаратпур)
- Макванпур (Хетауда)
- Парса (Биргундж)

### Рапти
- Данг Деокхури (Гхорахи)
- Пюитан (Пюитан)
- Ролпа (Ливанг)
- Рукум (Мусикот)
- Салиян (Салиян Кхаланга)
- Раутахат (Гаур)

### Сагарматха
- Кхотанг (Диктел)
- Окхалдхунга (Окхалдхунга)
- Саптари (Раджбираджб)
- Сираха (Сираха)
- Солукхумби (Салери)
- Удаяпур (Гайгхат)

### Сети
- Ачхам (Мангалсен)
- Баджханг (Чаинпур)
- Баджура (Мартади)
- Доти (Дипаял)
- Кайлали (Дхангадхи)